# Конкурс молодых музыкантов «Евровидение-2012»
Евровидение для молодых музыкантов 2012 (англ. Eurovision Young Musicians 2012) — 16-й конкурс молодых музыкантов «Евровидение», который прошёл в Австрии в 2012 году. Полуфиналы прошли 4 и 5 мая 2012 года. Финал конкурса состоялся 11 мая 2012 года на специально сооруженной сцене на Ратхаусплац в австрийской столице - Вене. Победу на конкурсе одержал участник из Норвегии Эйвинд Хольцмарк Рингстад, играющий на альте. Музыканты из Австрии и Армении заняли второе и третье место соответственно.
Организатором конкурса выступила австрийская национальная телекомпания ORF. В конкурсе приняли участие молодые музыканты в возрасте до 20 лет из 14 стран. От участия в конкурсе в этом году отказались Великобритания, Кипр, Россия, Румыния и Швеция (помимо ещё 18 стран, имеющих право на участие, но переставших участвовать ранее).  На конкурс вернулась Украина, также состоялся дебют Боснии и Герцеговины, Грузии и Армении, принимающей участие взамен бойкоту песенному конкурсу.

## Место проведения

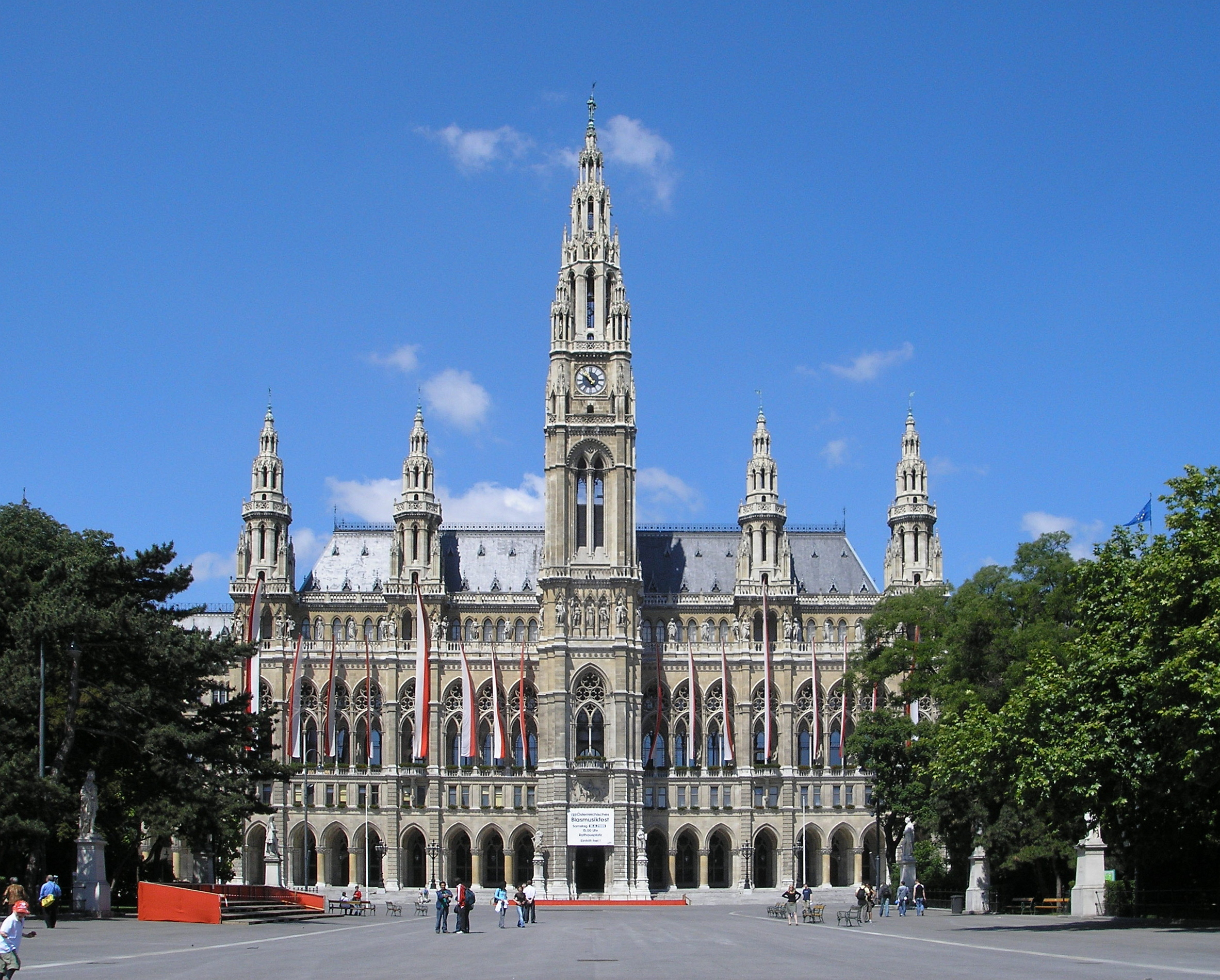
Ратхаусплац — место проведения финала «Евровидения для молодых музыкантов 2012»

11 января 2012 года руководство Европейского вещательного союза объявило, что Австрия примет шестнадцатый конкурс классической музыки «Евровидение для молодых музыкантов». Финал конкурса вновь прошёл на Ратушной площади (Ратхаусплац) в Вене, где специально была сооружена временная сцена. Полуфинал проводился в Шуберт Холле.
К слову, Австрия уже проводила конкурс в 1990, 1998, 2006, 2008 и 2010 годах. В 1990 году он состоялся на сцене концертного зала «Musikverein» в Вене, в 1998 году соревнование снова состоялось в Вене на сцене «Венского Концертхауса». В 2006, 2008 и 2010 годах конкурс также принимала Вена, но уже на временных сценах на Ратхаусплац.

## Формат
К участию в конкурсе допускаются молодые музыканты в возрасте от 10 до 19 лет включительно, с учётом того, что в день проведения финала им не исполнится 20 лет. Причем участниками могут стать только соло-исполнители, не задействованные на профессиональной основе (то есть не получающие прибыли от выступлений). Музыкальный инструмент и программу участник выбирает по своему усмотрению.
Каждый из 14 участников в полуфинале исполняет 15-минутную программу. Оценивает выступления конкурсантов профессиональное жюри, каждый член которого обязан присудить баллы от 1 до 10 каждому исполнителю. По результатам голосования жюри в финал выходит 7 стран-участниц. В финале конкурса участник исполняет 10-минутную программу. После всех выступлений участников жюри объявляет тройку победителей и обладателя четвёртого места. Победитель получил денежный приз €5000 и музыкальную стипендию в любой стране Европы.

### Дата проведения
Полуфиналы прошли 4 и 5 мая 2012 года. Финал конкурса состоялся 11 мая 2012 года. Дата финала выбрана не случайно, ведь ровно 30 лет назад состоялся первый конкурс классической музыки «Евровидение для молодых музыкантов 1982».

### Ведущие и оркестр
Ведущей полуфиналов стала немецкая и американская телеведущая и актриса Пиа Штраусс. Об этом 23 марта 2012 года заявили Европейский вещательный союз и австрийский вещатель ORF.
17 апреля стало известно, что ведущим финала стал Мартин Грубингер, выдающийся исполнитель на ударных инструментах, который представлял Австрию на конкурсе 2000 года.
Участникам конкурса аккомпанировал Венский симфонический оркестр под руководством немецкого дирижёра Корнелиуса Майстера. Майстер является главным дирижёром и художественным руководителем симфонического оркестра Венского радио, был награждён за лучшую немецкую концертную программу и за образовательную работу с детьми и молодежью, является лауреатом многих премий, а также работал со многими оркестрами со всего мира.

### Связанные события
Финал конкурса стал открытием одного из наиболее престижных музыкальных фестивалей Европы – «Wiener Festwochen» (Венской фестивальной недели).

### Жюри

#### Состав жюри в полуфинале
В состав профессионального жюри в полуфинале вошло 4 человека:
- Агнешка Дучмал (Председатель)
- Кристиан Эгген
- Кэрол МакГоннел
- Франц Бартоломей

#### Состав жюри в финале
В состав профессионального жюри в полуфинале вошло 5 человек:
- Маркус Хинтерхойзер (Председатель)
- Агнешка Дучмал
- Кристиан Эгген
- Кэрол МакГоннел
- Радек Баборак

## Участники
17 февраля 2012 года было объявлено, что на конкурсе молодых музыкантов «Евровидение 2012» примут участие 14 стран — на одну меньше, чем в прошлом году.

### Полуфинал
Полуфинал был разделён на две части. В первый день (5 мая) выступили 8 участников, на следующий день — остальные 6. Полуфиналы прошли в Шуберт Холле под руководством ведущей — Пиа Штраусс.

#### Первый полуфинал
| №  | Страна               | Представитель        | Инструмент | Произведение (композитор) | Результат |
| -- | -------------------- | -------------------- | ---------- | --- | --------- |
| 01 | Словения             | Блаж Шпарович        | Кларнет    | 1) Premiere Rhapsodie (Клод Дебюсси) 2) Clair 1 (Франко Донатони) | —         |
| 02 | Грузия               | Лизи Рамишвили       | Виолончель | 1) Largo (Франческо Мария Верачини) 2) Variations on One String (Никколо Паганини) 3) Flight of the Bumblebee (Николай Андреевич Римский-Корсаков)                                                                    | —         |
| 03 | Босния и Герцеговина | Наоми Друшкич        | Фортепиано | 1) Vanished Days, op57, No.1 (Эдвард Григ) 2) Toccata, in E flat minor (Арам Хачатурян) | —         |
| 04 | Чехия                | Михаела Спачкова     | Фагот      | 1) Concerto for Bassoon No.2 f-moll, the first and the second movement (Людвиг Милде) 2) Recitative, Sicilliene et Rondo (1905-1991) (Эжен Бозза)                                                                     | Финалист  |
| 05 | Армения              | Нарек Казазян        | Канон      | 1) “Impromptu” op. 57 in b-minor (Цовинар Оганесян) 2) Carnival in Venice by Niccolo Paganini / arranged for kanun and piano (Александр Шахбазян) 3) “Perpetual Motion” op.69 in a-minor (Хачатур Мехакович Аветисян) | Финалист  |
| 06 | Австрия              | Эммануэль Текнаворян | Скрипка    | 1) Scherzo for Violin and Piano in C minor (Иоганнес Брамс) 2) Tzigane, Rapsodie de Concert for Violin and Piano (Морис Равель)                                                                                       | Финалист  |
| 07 | Греция               | Фотис Захариас       | Кларнет    | 1) Concerto, K 622, 2nd mov. Adagio (Вольфганг Амадей Моцарт) | —         |
| 08 | Хорватия             | Катарина Кутнар      | Скрипка    | 1) Scherzo in c-minor form F-A-E sonata (Иоганнес Брамс) 2) Carmen Phantasie, op.66 (Франтишек Дрдла) | —         |

#### Второй полуфинал
| №  | Страна     | Представитель             | Инструмент | Произведение (композитор) | Результат |
| -- | ---------- | ------------------------- | ---------- | --- | --------- |
| 09 | Польша     | Ягода Кржминска           | Флейта     | 1) Joueurs de Flute - "Pan" (Альбер Руссель) 2) Staccato - Fantaisie (Вильгельм Попп) | Финалист  |
| 10 | Украина    | Богдан Ивасик             | Скрипка    | 1) Tzigane (Морис Равель) 2) Melody (Мирослав Скорик) | —         |
| 11 | Нидерланды | Элла Ван Поуке            | Виолончель | 1) Fantasiestucke Op. 73 (Роберт Шуман) | —         |
| 12 | Германия   | Даменит Чакот             | Фортепиано | 1) Jazz Etude No. 1 (Николай Капустин) 2) Widmung (Liebeslied) (Роберт Шуман и Ференц Лист) 3) Ungarische Rhapsodie No. 6 (Ференц Лист) | Финалист  |
| 13 | Беларусь   | Александра Денисеня       | Цимбалы    | 1) Carmen "Fantasie", based on Themes from the Opera of Georges Bizet (Франц Ваксман) 2) Blow light wind, blow! (Валерий Живалевский) 3) Сsardas (Александр Цыганков)                                                                                        | Финалист  |
| 14 | Норвегия   | Эйвинд Хольцмарк Рингстад | Альт       | 1) Sonata no 1 op 120 F minor, 1. movement: Allegro Appasionata (Иоганнес Брамс) 2) Sonata no 1 op 25 for viola solo, 4. movement: Rasendes Zeitmass. Wild. Tonschonheit ist Nebesache (Пауль Хиндемит) 3) Andante and Rondo Ungarese (Карл Мария фон Вебер) | Финалист  |

### Финал
| № | Страна   | Представитель             | Инструмент | Произведение (композитор)                                                                        | Результат |
| - | -------- | ------------------------- | ---------- | ------------------------------------------------------------------------------------------------ | --------- |
| 1 | Беларусь | Александра Денисеня       | Цимбалы    | Concertino (Владимир Курян)                                                                      | —         |
| 2 | Польша   | Ягода Кржминска           | Флейта     | Concertino (Сесиль Шаминад)                                                                      | 4         |
| 3 | Норвегия | Эйвинд Хольцмарк Рингстад | Альт       | Viola concerto, 2 & 3 mov. (Бела Барток)                                                         | 1         |
| 4 | Чехия    | Михаела Спачкова          | Фагот      | Concerto for Bassoon F-dur, 1st mov. (Карл Мария фон Вебер)                                      | —         |
| 5 | Германия | Даменит Чакот             | Фортепиано | Piano Concerto No. 1 in B flat minor, Op. 23; 3rd mov. Allegro con fuoco (Пётр Чайковский)       | —         |
| 6 | Армения  | Нарек Казазян             | Канон      | Concerto for Qanun and Orchestra No. 2 E-Major (Хачатур Мехакович Аветисян)                      | 3         |
| 7 | Австрия  | Эммануэль Текнаворян      | Скрипка    | Concerto for Violin and Orchestra in D minor, Op. 47 3rd mov. Allegro ma non tanto (Ян Сибелиус) | 2         |